# Теодора Дукина
Теодора Дукина (на средногръцки: Θεοδώρα Δούκαινα, Είρήνης μοναχής της παντίμου) е византийска аристократка от края на XI и началото на XII век, сестра на византийската императрица Ирина Дукина.
Теодора Дукина е най-малката дъщеря на Андроник Дука и Мария. Бащата на Теодора е племенник на император Константин X, а майка ѝ Мария е внучка на българския цар Иван Владислав. През 1078 г. сестра ѝ Ирина е омъжена за Алексий Комнин, който по този начин печели подкрепата на семейството ѝ в борбата за престола след абдикацията на Никифор III Вотаниат.
От раждането си Теодора е била готвена за монашески живот и приема монашество под името Ирина.
В поменика към типика на манастира „Пантократор“, както и в тези на манастирите „Кехаритомен“ и „Христос Филантроп“ Теодора е спомената като монахиня с епитета почитаема (παντίμου, pantimos). Монашески печати от XI в., върху които знатни жени са посочени със същия епитет, навеждат на мисълта, че определението почитаема, с което Теодора е назована в трите паметника, се е използвало за отличаване на монахини от аристократично потекло.
Точната година на смъртта на Теодора Дукина не е известна. В типика на манастира „Кехаритомен“ за дата на смъртта ѝ е отбелязан 20 февруари. а в т.н „Поменик на роднините на императрица Ирина“, поместен в типика на „Христос Филантроп“, е посочена датата 21 февруари. Това разминаване от един ден в двата източника някои обясняват с вероятността Теодора-Ирина да е починала през нощта на 20 срещу 21 февруари.